# بلبل چینی
بلبل چینی (نام علمی: Pycnonotus sinensis) نام یک گونه از سرده بلبل‌ها است.